# بئاتریچه رانا
بِئاتریچه رانا (به ایتالیایی: Beatrice Rana) (زادهٔ ۲۲ ژانویهٔ ۱۹۹۳) نوازندهٔ پیانو اهل ایتالیا است.
او نواختن پیانو را در چهارسالگی آغاز کرد و نخستین بار در نه‌سالگی به اجرای عمومی پرداخت.